# Problem podwójnej empatii

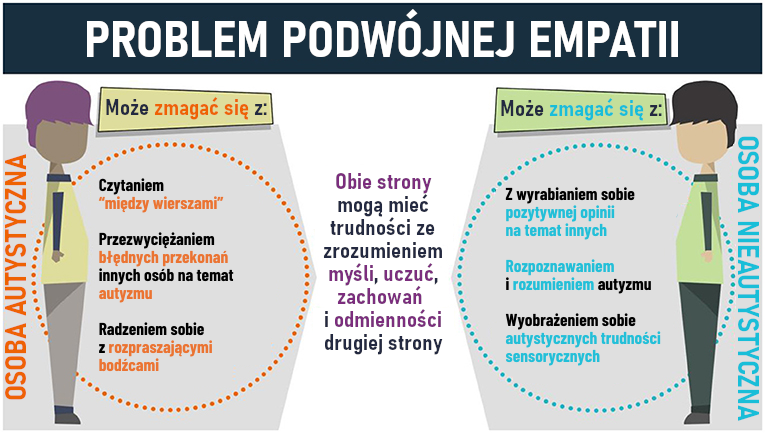
Ilustracja przedstawiająca problem podwójnej empatii

Problem podwójnej empatii to teoria psychologiczna, która sugeruje, że trudności społeczne i komunikacyjne występujące u osób autystycznych podczas kontaktów towarzyskich z osobami nieautystycznymi są w rzeczywistości spowodowane wzajemnym brakiem zrozumienia i dwukierunkowymi różnicami w stylu komunikacji, cechach społeczno-poznawczych i doświadczeniach między osobami autystycznymi i nieautystycznymi, a niekoniecznie wrodzonym niedoborem, ponieważ większość osób autystycznych jest w stanie nawiązać kontakty towarzyskie, komunikować się i współodczuwać z większością osób autystycznych. Dlatego teoria ta zasadniczo kwestionuje zarówno powszechne przekonanie, że umiejętności społeczne osób autystycznych są z natury upośledzone, jak i teorię opracowaną przez prof. Simona Barona-Cohena, co jest empirycznie wątpliwe przy wielu nieudanych próbach jej odtworzenia i niejednoznacznych wynikach. W podcaście z grudnia 2020 r., a później także w artykule z maja 2022 r., Simon Baron-Cohen pozytywnie odniósł się do teorii podwójnej empatii i ostatnich odkryć, które ją wspierają. Od 2015 r. rośnie liczba badań naukowych, w tym badań eksperymentalnych, badań jakościowych i badań interakcji społecznych w realnym życiu, wspierających tę teorię, a wyniki wydają się spójne.

## Historia
Wczesne badania nad autyzmem dotyczące teorii umysłu i empatii wykazały, że brak teorii umysłu był jednym z głównych objawów autyzmu. Najpopularniejszym z nich były badania Simona Baren-Cohena z lat 80. i 90., który do opisu swojej teorii używał terminu „ślepota umysłowa”.
Na początku XXI wieku naukowcy zaczęli sugerować, że wyniki niektórych badań testów teorii umysłu na osobach autystycznych mogły błędnie interpretować trudności ze zrozumieniem osób neurotypowych przez osoby autystyczne jako nieodłączną trudność społeczną obecną u osób autystycznych, a nie jako problem ze zrozumieniem neurotypowych przez osoby autystyczne ze względu na różnice neurologiczne między grupami.
Termin problem podwójnej empatii został po raz pierwszy ukuty przez Damiana Miltona, badacza autyzmu, w 2012 roku.

## Badania neurologiczne
Badania, które wykorzystywały pary osób autystycznych do testowania relacji interpersonalnych i skuteczności komunikacji u dorosłych wykazały, że dorośli autystyczni lepiej radzą sobie w relacjach interpersonalnych i skuteczności komunikacji w połączeniu z innymi dorosłymi osobami autystycznymi, że lepszy kontakt może być obecny w interakcjach pomiędzy osobami autystycznymi niż u osób autystycznych z neurotypowymi oraz że osoby autystyczne mogą być w stanie lepiej rozumieć i przewidywać swoje myśli i motywacje niż osoby neurotypowe, a także prawdopodobnie autystyczni członkowie najbliższej rodziny.
Osoby neurotypowe mają zwykle słabe zrozumienie osób autystycznych, podobnie jak osoby autystyczne mogą mieć słabe zrozumienie osób nieautystycznych. Jest prawdopodobne, że osoby autystyczne w większym stopniu rozumieją osoby nieautystyczne niż vice versa, ze względu na konieczność funkcjonowania w społeczeństwie nieautystycznym, które zaczyna się w młodym wieku w celu uniknięcia znęcania się, co jest powszechnym doświadczeniem u dzieci autystycznych.
Autystyczna teoria umysłu zazwyczaj opiera się na wykorzystaniu zasad, logiki i może być modulowana przez różnice w myśleniu. Gdyby osoby autystyczne były z natury słabe w komunikacji społecznej, interakcja między parą osób autystycznych byłaby logicznie trudniejsza niż między osobą autystyczną a neurotypową. Badania te kwestionują powszechne założenia dotyczące osób autystycznych w dziedzinie psychologii i psychiatrii. Ponieważ osoby autystyczne rzadko nawiązują dobry kontakt z osobami neurotypowymi i rzadko spotykają się z innymi osobami autystycznymi, są postrzegane w społeczeństwie jako osoby pozbawione zdolności społecznych.
Badanie z 2018 r. wykazało, że osoby autystyczne są bardziej podatne na personifikację obiektu, co sugeruje, że empatia autystyczna może być nie tylko bardziej złożona, ale także bardziej wszechstronna, wbrew powszechnemu przekonaniu, że osobom autystycznym brakuje empatii.

## Perspektywy autystyczne
Wielu aktywistów autystycznych wsparło teorię problemu podwójnej empatii i argumentowało, że wcześniejsze badania przeprowadzone nad teorią umysłu w autyzmie służyły do piętnowania osób autystycznych i zrzucania winy za autystyczno-neurotypowe nieporozumienia wyłącznie na osoby autystyczne, a także odczłowieczanie ludzi autystycznych, przedstawiając ich jako nieempatycznych.
Damian Milton opisał przekonanie, że osobom autystycznym brakuje teorii umysłu, jako mit analogiczny do obecnie zdyskredytowanej teorii, że szczepionki powodują autyzm (por. artykuł o szczepionce MMR, sekcja Związek między autyzmem a szczepionką MMR).